# 西洞院行時
西洞院 行時（にしのとういん ゆきとき）は、南北朝時代の公卿。従三位・平行高の次男。西洞院家の祖。

## 経歴
春宮権大進・五位蔵人を経て、観応2年/正平6年（1351年）権右少弁に任じられると、文和2年/正平8年（1353年）右少弁に昇任されるがまもなくこれを辞す。延文3年/正平13年（1358年）左少弁として弁官に復すと、延文4年/正平14年（1359年）正四位下・右中弁に叙任され、延文6年/正平16年（1361年）蔵人頭兼宮内卿となる。
康安2年/正平17年（1362年）従三位に叙せられて公卿に列し、貞治6年/正平22年（1367年）甥の安居院行知に続いて参議に任ぜられた。貞治7年/正平23年（1368年）正三位に至る。
応安2年/正平24年（1369年）11月4日薨去。享年46。

## 官歴
注記のないものは『諸家伝』による。
- 時期不詳：正五位下。春宮権大進
- 観応元年（1350年） 10月2日：五位蔵人
- 観応2年（1351年） 8月13日：権右少弁、去蔵人
- 文和2年（1353年） 4月23日：右少弁[3]。日付不詳：辞右少弁?[3]
- 時期不詳：従四位下[3]
- 延文3年（1358年） 8月12日：左少弁[3]
- 延文4年（1359年） 3月25日：権右中弁[3]。4月21日：正四位下、右中弁[3]
- 延文6年（1361年） 3月27日：蔵人頭、宮内卿、止弁[3]
- 康安2年（1362年） 5月7日：従三位、元蔵人頭宮内卿
- 貞治6年（1367年） 12月24日：参議
- 貞治7年（1368年） 2月21日：兼遠江権守。8月13日：正三位
- 応安2年（1369年） 11月4日：薨去

## 系譜
『系図纂要』による。
- 父：平行高
- 母：不詳
- 生母不詳の子女
  - 長男：西洞院時盛
  - 次男：西洞院親長